# Nice to MEAT you
『Nice to MEAT you』は、アシガルユースファーストメジャーリリースのミニアルバム。2010年10月20日にリリース。品番：VICB-60063　￥1800

## 解説
アシガルユースのファーストメジャーミニアルバム。インディーズ時代の曲と新曲を収録している。作詞・作曲はすべてアシガルユースのメンバー全員が担当。収録されている「It's so GOOD」は、カー用品ジェームスのCM曲に起用された。

## 収録曲
1. B.A.B.Y
  - 作詞・作曲:アシガルユース
2. It's so GOOD
  - 作詞・作曲:アシガルユース
3. PLAYBACK
  - 作詞・作曲:アシガルユース
4. カレーショップサフラン
  - 作詞・作曲:アシガルユース
5. コーヒー風味のチューインガム
  - 作詞・作曲:アシガルユース
6. たった3秒のサヨナラ
  - 作詞・作曲:アシガルユース
7. ビューティフル
  - 作詞・作曲:アシガルユース